# Konkurs Literacki Miasta Gdańska im. Bolesława Faca
Konkurs Literacki Miasta Gdańska im. Bolesława Faca – konkurs organizowany przez miasto Gdańsk na najlepszy projekt książki w zakresie poezji, prozy i eseju. Od 2000 patronem konkursu był Bolesław Fac. Nagrodą było wydanie drukiem zwycięskiej pracy. Wśród członków komisji przyznających nagrody znajdowali się m.in.: Tadeusz Dąbrowski, Aleksander Jurewicz, Kazimierz Nowosielski. W 2022 podjęto uchwałę o zaprzestaniu organizowania Konkursu.

## Laureaci
- za 1991: Wojciech Hrynkiewicz – Tej rzeki nie przejdę
- za 1992: Milena Wieczorek – Odnaleziona
- za 1993: Marek Jastrzębiec-Mosakowski – Ślady na piasku
- za 1994: nagrody nie przyznano
- za 1995: Ola Kubińska – Biały kwadrat i inne obrazy
- za 1996: nagrody nie przyznano
- za 1997: Stanisław Janke – Żółty kamień
- za 1998: Jacek Dehnel – Kolekcja'
- za 1999: nagrody nie przyznano
- za 2000: Jacek Dehnel – Hologramy
- za 2001: nagrody nie przyznano
- za 2002: Franciszek Szczęsny – Gryfowy szaniec
- za 2003: Ludwik Filip Czech – Gorzkie wakacje
- za 2004: Piotr Cielesz – A jednak światło. Poezje wybrane
- za 2005: nagrody nie przyznano
- za 2006: nagrody nie przyznano
- za 2007: Elżbieta Lipińska – Maj to łagodny miesiąc
- za 2008: nagrody nie przyznano
- za 2009: Stanisław Modrzewski – Wielorzecze
- za 2010: nagrody nie przyznano
- za 2011: nagrody nie przyznano
- za 2012: Tomasz Małkowski – Ojcze Józefie[3]
- za 2013: Magdalena Tarasiuk – I nie mów do mnie Dżordżyk[4]
- za 2014: Marek Szalsza – Schyłek szatrangu[5]
- za 2015: Anna Morawiec – Szarlotka czyli co się robi, żeby nie robić tego, co powinno się robić[6]
- za 2016: Mariola Kruszewska – Czereśnie będą dziczeć[7]
- za 2017: Michał Wasilewski – Krzesło Diavellego[8]
- za 2018: Marcin Królikowski – Nieludzka ręka[9]
- za 2019: Artur Przybysławski – Pan Profesor[10]
- za 2020: Mirosław Tomaszewski – Powrót wilka[1]
- za 2021: Aleksander Możdżan – Nie barwy, które niesie wiatr[11]